# جورج ماديسون
جورج ماديسون (بالإنجليزية: George Madison)‏ (و. 1736 – 1816 م) هو سياسي من الولايات المتحدة الأمريكية ولد في مقاطعة أوغوستا.
وهو عضو في الحزب الجمهوري الديمقراطي .